# Copa Generalitat d'hoquei sobre patins femenina
|  | Aquest article és sobre la competició femenina. Per a la competició masculina, vegeu Copa Generalitat d'hoquei sobre patins masculina |

La Copa Generalitat d'hoquei sobre patins femenina és una competició esportiva de clubs d'hoquei sobre patins catalans, creada la temporada 2009-10. De caràcter anual, és organitzada per la Federació Catalana de Patinatge. Hi participen els quatre primers equips classificats a la primera volta de la Primera Divisió Catalana d'hoquei sobre patins. Tanmateix, durant les últimes temporades, en haver-hi dos grups a la Primera Catalana, hi competeixen els dos primers de cadascun dels grups. Els equips participants disputen una final a quatre en una seu neutral, normalment al mes de gener, que determina el campió del torneig. Des de la cinquena edició es disputa la final masculina i femenina de la Copa Generalitat a la mateixa seu. Els darrers anys la competició ha sigut retransmesa en directe per la plataforma Xala! i per les televisions locals.
Els dominadors de la competició són el Girona Club Hoquei (2013, 2017, 2014) i el Club Patí Voltregà (2018, 2020, 2025) amb tres títols cadascun, seguits del Club Hoquei Mataró (2012, 2023), amb dos títols.

## Historial
| En negreta = Equip guanyador (1) = Nombre de campionats (prò.) = Pròrroga (dir.) = Faltes directes Nota: Noms dels equips segons l'època |

| Edició                                                                     | Temp.   | Data       | Campió                      | Resultat | Finalista             | Seu                                                  | refs        |
| -------------------------------------------------------------------------- | ------- | ---------- | --------------------------- | -------- | --------------------- | ---------------------------------------------------- | ----------- |
| I                                                                          | 2009-10 | 24-01-2010 | CE Arenys de Munt B (1)     | 2-1      | Girona CH             | Girona                                               |             |
| II                                                                         | 2010-11 | 13-02-2011 | Reus Deportiu (1)           | 4-2      | CP Masies de Voltregà | Palau de Plegamans                                   |             |
| III                                                                        | 2011-12 | 19-02-2012 | CH Mataró (1)               | 3-1      | CP Masies de Voltregà | les Masies de Voltregà                               |             |
| IV                                                                         | 2012-13 | 02-03-2013 | Girona CH B (1)             | 4-1      | CP Manlleu B          | Girona                                               |             |
| V                                                                          | 2013-14 | 01-02-2014 | CP Manlleu B (1)            | 3-2      | CH Mataró             | Pavelló d'Esports El Pujoló, Taradell                | [ 4 ]       |
| VI                                                                         | 2014-15 | 31-01-2015 | Cerdanyola CH (1)           | 5-0      | CP Manlleu B          | Pavelló Municipal d'Esports, Tona                    | [ 5 ]       |
| VII                                                                        | 2015-16 | 24-01-2016 | PHC Sant Cugat (1)          | 7-1      | CP Manlleu B          | Pavelló del HC Alpicat, Alpicat                      | [ 6 ] [ 7 ] |
| VIII                                                                       | 2016-17 | 28-01-2017 | Girona CH (2)               | 4-1      | CP Vila-sana          | Pavelló Olímpic de l'Ateneu Agrícola                 | [ 8 ]       |
| IX                                                                         | 2017-18 | 18-02-2018 | CP Voltregà B (1)           | 2-1      | PHC Sant Cugat        | Pavelló Oliveras de la Riva, St. Hipòlit de Voltregà |             |
| X                                                                          | 2018-19 | 10-02-2019 | CP Vilanova B (1)           | 6-4      | Igualada Femení HCP   | Pavelló Les Comes, Igualada                          | [ 9 ]       |
| XI                                                                         | 2019-20 | 12-01-2020 | CP Voltregà B (2)           | 4-2      | Igualada Femení HCP   | Pavelló Poliesportiu Municipal, Capellades           | [ 10 ]      |
| No es disputà la temporada 2020-21 pel risc públic de contagi del COVID-19 |         |            |                             |          |                       |                                                      |             |
| XII                                                                        | 2021-22 | 06-02-2022 | HC Palau de Plegamans B (1) | 5-2      | HC Lleida.net Alpicat | Pavelló de les IEM, Martorell                        | [ 11 ]      |
| XIII                                                                       | 2022-23 | 12-02-2023 | CH Mataró B (2)             | 3-1      | CH Palafrugell        | Pavelló Poliesportiu Municipal, Piera                | [ 12 ]      |
| XIV                                                                        | 2023-24 | 11-02-2024 | Girona CH (3)               | 1-0      | CHP Bigues i Riells   | Pavelló de Can Violí, La Garriga                     | [ 13 ]      |
| XV                                                                         | 2024-25 | 02-02-2025 | CP Voltregà B (3)           | 4-1      | Igualada Femení HCP   | Pavelló Antoni Roure, Alpicat                        | [ 14 ]      |

## Palmarès
| Equip                              | Campió | Subcampió | Finals | Anys campió               | Anys subcampió            |
| ---------------------------------- | ------ | --------- | ------ | ------------------------- | ------------------------- |
| Girona Club Hoquei                 | 3      | 1         | 4      | 2012-13, 2016-17, 2023-24 | 2009-10                   |
| Club Patí Voltregà                 | 3      | 0         | 3      | 2017-18, 2019-20, 2024-25 | —                         |
| Club Hoquei Mataró                 | 2      | 1         | 2      | 2011-12, 2022-23          | 2013-14                   |
| Patí Hoquei Club Sant Cugat        | 1      | 1         | 2      | 2015-16                   | 2017-18                   |
| Reus Deportiu                      | 1      | 0         | 1      | 2010-11                   | —                         |
| Cerdanyola Club Hoquei             | 1      | 0         | 1      | 2014-15                   | —                         |
| Club Patí Vilanova                 | 1      | 0         | 1      | 2017-18                   | —                         |
| Hoquei Club Palau de Plegamans     | 1      | 0         | 1      | 2021-22                   | —                         |
| Club Patí Manlleu                  | 0      | 3         | 3      | —                         | 2012-13, 2014-15, 2015-16 |
| Igualada Femení Hoquei Club Patins | 0      | 3         | 3      | —                         | 2018-19, 2019-20, 2024-25 |
| Club Patí Masies de Voltregà       | 0      | 2         | 2      | —                         | 2010-11, 2011-12          |
| Club Patí Vila-sana                | 0      | 1         | 1      | —                         | 2016-17                   |
| Hoquei Club Alpicat                | 0      | 1         | 1      | —                         | 2021-22                   |
| Club Hoquei Palafrugell            | 0      | 1         | 1      | —                         | 2022-23                   |
| Club Hoquei Patí Bigues i Riells   | 0      | 1         | 1      | —                         | 2023-24                   |